# Рідні (фільм, 2016)
«Рідні» (рос. Родные‎‎) — міжнародно-спродюсований документальний фільм, знятий російським режисером українського походження Віталієм Манським. Світова прем'єра стрічки відбулась 5 липня 2016 року на Кінофестивалі у Карлових Варах. В Україні стрічка дебютувала 20 липня 2016 року на 7-ому Одеському міжнародному кінофестивалі й згодом вийшла в український обмежений прокат 2 лютого 2017 року.

## Сюжет
Фільм розповідає історію життя режисера Віталія Манського та його родини, що живе в різних куточках України: у Львові, Одесі, на Донбасі та в Криму. Інша сюжетна лінія фільму висвітлює глибокі корені конфлікту між Україною та Росією.

## Прокат
Прем'єра стрічки відбулась 5 липня 2016 року на Кінофестивалі у Карлових Варах.
14 вересня 2016 фільм дебютував на Міжнародному кінофестивалі в Торонто, де фільм змагався за приз глядацьких симпатій («People's Choice Documentary Award») у документальній програмі TIFF DOCS. 
14 жовтня 2016 фільм був представлений на Міжнародному кінофестивалі в Ризі. Згодом документальну стрічку Манського також було продемонстровано на інших міжнародних кінофестивалях, зокрема на кінофестивалях в Німеччині, Естонії, Голландії, Великій Британії, Бразилії тощо.
У травні 2017 року стрічка отримала головний приз на австрійському кінофестивалі Crossng Europe Film Festival Linz 2017.
Прокатні права на кінопрокат фільму на території Росії придбала дистриб'юторська компанія "Вольга". У зв'язку з тематикою документальної стрічки Манського, в російського прокатника були побоювання щодо можливої відмови у прокатному посвідченні Мінкультом Росії, але у вересні стало відомо що прокатне посвідчення таки було отримано і прем'єра документальної стрічки в Росії відбудеться 12 жовтня 2017 року.
В Україні стрічка дебютувала 20 липня 2016 року на 7-ому Одеському міжнародному кінофестивалі й згодом вийшла в український обмежений прокат 2 лютого 2017 року.

## Нагороди та номінації міжнародних кінофестивалів класу "А"
| Нагороди та номінації фільму «Рідні» | Нагороди та номінації фільму «Рідні» | Нагороди та номінації фільму «Рідні» | Нагороди та номінації фільму «Рідні» | Нагороди та номінації фільму «Рідні» | Нагороди та номінації фільму «Рідні» |
| Дата                                 | Кінопремія / Кінофестиваль           | Категорія / Нагорода                 | Номінант                             | Результат                            | Джер.                                |
| ------------------------------------ | ------------------------------------ | ------------------------------------ | ------------------------------------ | ------------------------------------ | ------------------------------------ |
| 8 липня 2016                         | KVIFF                                | Найкращий документальний фільм       | «Рідні»                              | Номінація                            | [ 7 ]                                |
| 14 вересня 2016                      | TIFF                                 | People's Choice Documentary Award    | «Рідні»                              | Номінація                            | [ 8 ]                                |